# Birgit Speh

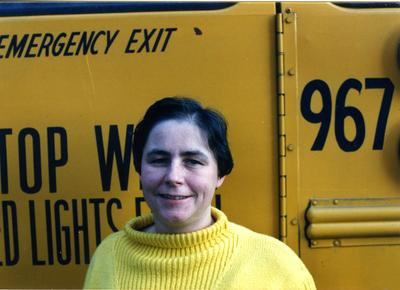
Birgit Speh

Birgit Else Marie Speh (* 25. November 1949) ist eine US-amerikanische Mathematikerin.
Speh wurde 1977 bei Bertram Kostant am Massachusetts Institute of Technology promoviert (Some Results on Principal Series of GL(n,R)). Als Post-Doktorandin war sie an der University of Chicago. Sie ist Professorin an der Cornell University. 1983 wurde sie Forschungsstipendiatin der Alfred P. Sloan Foundation (Sloan Research Fellow).
Sie befasst sich mit Darstellungen von halbeinfachen Lie-Gruppen (Speh-Darstellungen sind hier nach ihr benannt) und Kohomologie arithmetischer Gruppen.
Sie war 2006 Invited Speaker auf dem Internationalen Mathematikerkongress in Madrid (Representation theory and the cohomology of arithmetic groups). 2012 wurde sie Fellow der American Mathematical Society. Sie erhielt den Humboldt-Forschungspreis. 2020 wird Speh Noether Lecturer der American Mathematical Society.

## Schriften
- mit David Vogan: Reducibility of generalized principal series representations, Acta Math., Band 45, 1980
- The unitary dual of Gl(3,R) and Gl(4,R), Mathematische Annalen, Band 258, 1981/82, S. 113–133
- Degenerate series representations of the universal covering group of SU (2,2), J. Funct. Anal., Band  33, 1979, S. 95–118
- Unitary representations of Gl(n,R) with nontrivial (g,K)-cohomology, Invent. Math., Band 71, 1983, S. 443–465.